# Ouzous
Ouzous es una comuna francesa situada en el departamento de Altos Pirineos, en la región de Occitania.

## Demografía
| 101 | 91 | 94 | 119 | 128 | 187 | 221 |
| Para los censos de 1962 a 1999 la población legal corresponde a la población sin duplicidades (Fuente: INSEE [Consultar]) |    |    |     |     |     |     |